# Teorema de Pompeiu

O teorema de Pompeiu é um resultado da geometria plana, descoberto pelo matemático romeno Dimitrie Pompeiu. O teorema é simples, mas não clássico. Estabelece que:
Dado um triângulo equilátero ABC no plano, e um ponto P no plano do triângulo ABC, os comprimentos PA, PB e PC formam os lados de um triângulo (talvez, degenerado).
A prova é rápida. Considere-se uma rotação de 60° sobre o ponto C.  Assuma-se que A ligue-se a  B, e P ligue-se a P '. Então temos {\displaystyle \scriptstyle PC\ =\ P'C}, e {\displaystyle \scriptstyle \angle PCP'\ =\ 60^{\circ }}. Por isso, o triângulo PCP ' é equiláterio e {\displaystyle \scriptstyle PP'\ =\ PC}. É óbvio que {\displaystyle \scriptstyle PA\ =\ P'B}. Então o triângulo PBP ' tem lados iguais a PA, PB, e PC e a demonstração por construção está completa.